# Virus 100
Virus 100 – płyta kompilacyjna wydana przez wytwórnię muzyczną Alternative Tentacles, zawierająca covery utworów grupy Dead Kennedys.
W 1992 wytwórnia zastanawiała się jak uczcić setne wydawnictwo w swoim katalogu. Zdecydowano wydać płytę z coverami Dead Kennedys, zawierającą 15 piosenek w wykonaniu 16 artystów, w większości związanych z Alternative Tentacles (utwór Let's Lynch the Landlord pojawił się dwukrotnie – nagrany przez Faith No More i L7).
Album odznacza się dużym zróżnicowaniem stylistycznym – od hip-hopu do death metalu, pojawia się nawet country i śpiew a cappella.

## Spis utworów
1. The Didjits – Police Truck – 2:18
2. Evan Johns & His H–Bombs – Too Drunk to Fuck – 3:38
3. Alice Donut – Halloween – 5:11
4. Faith No More – Let's Lynch the Landlord – 2:53
5. Napalm Death – Nazi Punks Fuck Off – 1:21
6. Nomeansno – Forward to Death – 1:12
7. Steel Pole Bath Tub – Chemical Warfare – 3:31
8. Neurosis – Saturday Night Holocaust – 6:51
9. Les Thugs – Moon Over Marin – 5:28
10. Victims Family – Ill in the Head – 2:41
11. Disposable Heroes of Hiphoprisy – California Über Alles – 4:47
12. Mojo Nixon and the Toadliquors – Winnebago Warrior – 3:29
13. Sepultura – Drug Me – 1:49
14. Kramer – Insight – 3:06
15. L7 – Let's Lynch the Landlord – 2:01
16. Sister Double Happiness – Holiday in Cambodia – 4:16